# Kaw City
Kaw City – miasto w Stanach Zjednoczonych, w stanie Oklahoma, w hrabstwie Kay.